# 井上站
井上站（日语：／ Inoue eki */?）是位於長野縣須坂市大字井上，長野電鐵的屋代線車站（廢站）。在2012年4月1日，隨著屋代線廢線，此站也被廢除。此站的車站編號為Y12。

## 歷史
- 1922年（大正11年）6月10日 - 河東鐵道車站啟用[1]。
- 1926年（大正15年）9月30日 - 河東鐵道與長野電氣鐵道合併，長野電鐵成立。此站成為長野電鐵河東線的車站。
- 1972年（昭和47年）12月21日 - 成為無人車站[1]。
- 2002年（平成14年）9月18日 - 路線名稱改為屋代線。
- 2012年（平成24年）4月1日 - 屋代線廢除，此站也被廢除[1]。

## 車站構造
截至車站廢除前，車站是一座地面車站，設有1面1線的單式月台。曾經此站是有人車站，在1972年（昭和47年）變成無人車站。

## 車站周邊
在開設須坂長野東交匯處後，車站周邊地區也開設了許多超級市場、餐廳和物流公司。
- 山崎商店（日语：ヤマザキショップ）
- 須坂市立井上小學
- 井上郵局
- 上信越自動車道 須坂長野東交匯處
- 國道403號（日语：国道403号）

## 現況

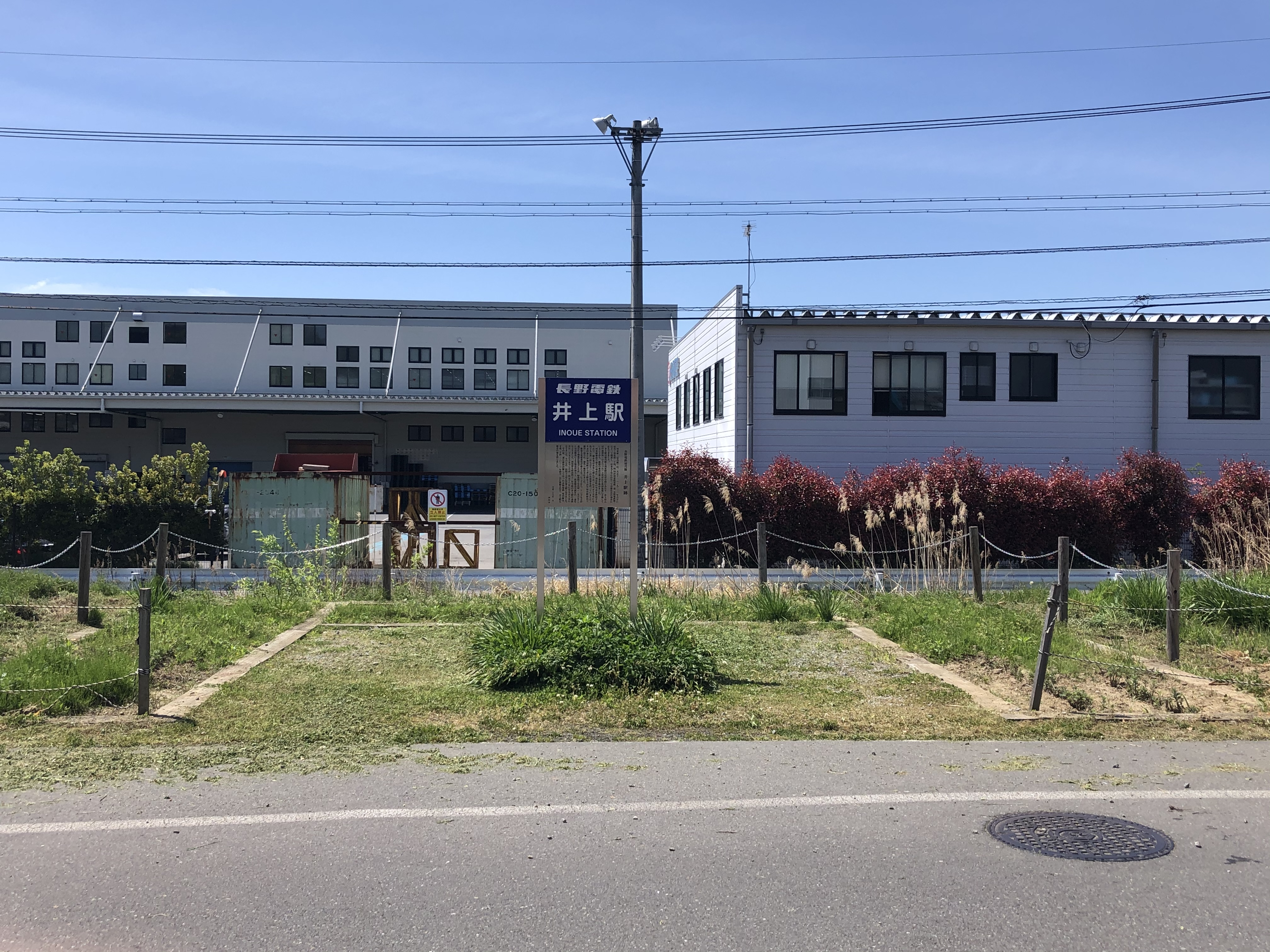
廢站後的井上站蹟

在廢站後，所有構造物均被撤走，變成空地。在一段時期，附近的商店在未經許可下作為停車場使用。在2017年，須坂市於遺址設置柵欄。遺址設置了站名牌模樣的簡單資訊牌。

## 相鄰車站
長野電鐵
■屋代線
綿內（Y11）－井上（Y12）－須坂（NY13）

## 注腳
1. 1 2 3 4 5 6 7 8 9 10 11  信濃毎日新聞社出版部. . 信濃毎日新聞社. 2011-07-24: 302. ISBN 9784784071647 （日语）.